# Serixia palliata
Serixia palliata là một loài bọ cánh cứng trong họ Cerambycidae.